# Seddiner See
Seddiner See település Németországban, azon belül Brandenburgban. Lakosainak száma 4847 fő (2023. december 31.). Seddiner See Michendorf és Schwielowsee községekkel határos.

## Népesség
A település népességének változása:
| Lakosok száma | 4198 | 4349 | 4606 | 4511 | 4510 | 4781 | 4847 |
|               | 2010 | 2015 | 2017 | 2020 | 2021 | 2022 | 2023 |